# 枣园镇 (镇平县)
枣园镇，是中华人民共和国河南省南阳市镇平县下辖的一个乡镇级行政单位。

## 行政区划
枣园镇下辖以下地区：
枣园村、沟王村、塔梁村、绿化村、山南村、东黄村、山北村、下户村、老时营村、陈岗村、鱼池马村、周岗村、城隍庙村、下辛营村、上岗村、烂银张村、大王庙村、蒋刘洼村和杨家村。